# 太平天國北伐
太平天国北伐，指1853年至1855年间太平天国自南向北的重要軍事行動，征伐对象为以北京为首都的清朝政府，但最後以失敗告終。

## 過程

### 進軍

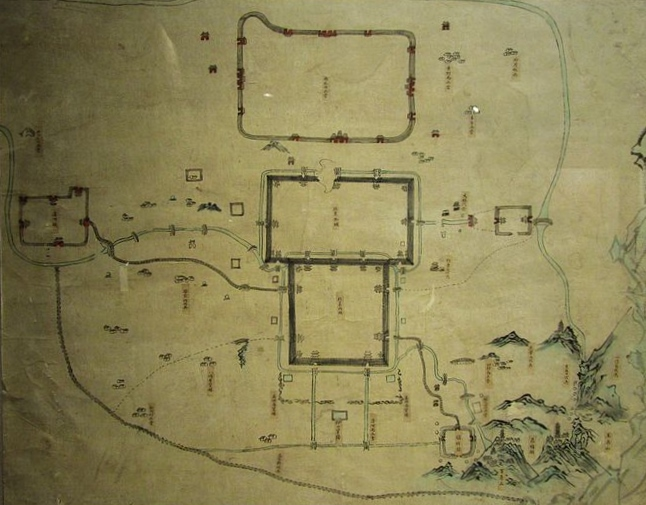
咸丰年间所绘制的《京师布防图》

1853年太平天国攻陷南京後，五月東王楊秀清派林凤祥、李开芳、吉文元，從揚州出發乘船到浦口登陸，率9軍2.25萬多人北上。並派朱錫琨、許宗揚、黃益芸為北伐後續梯隊。當時目標是佔領天津，然後等待援軍，再取北京。後續梯隊在浦口上岸後誤走六合，未跟上前面主力部隊。這支部隊在當地宿營時被清军纵火烧毁了军火库，引起爆炸，死傷慘重，黃益芸喪生，朱錫琨逃生後與林鳳祥會合，許宗揚則返回天京。因此，清军上下士气高涨，大力宣传“纸糊金陵，铁铸六合”，军心稍安。
1853年5月8日，李開芳帶領大約7至8萬人的隊伍渡過長江:42。北伐軍從揚州出發後，途經安徽的臨淮關和鳳陽府，最後經亳州於六月進入河南。北伐軍攻陷河南的歸德府，奪得火藥兩萬多斤並鐵砲無數，但糧斛不足。北伐軍本欲於歸德府北40里的劉家口搶船渡過黃河，但清軍已將船隻收泊北岸並全部燒毀。北伐軍只得繼續西進，經陳留縣、朱仙鎮、中牟、鄭州、最後到達鞏縣的汜水口渡河。因船少人多，尚未渡盡清軍已追到。未渡河的後續部隊約3,000人被迫南歸，經湖北回到安徽，倂入西征部隊。渡河的北伐軍自6月起圍攻懷慶府，經57多日仍未能攻下:42，只好放棄，然後進入山西，經平陽府、洪洞縣折往東趨屯留、黎城再由太行山入武安、涉縣向直隸挺進。
8月28日攻克直隸重鎮臨洺關，京城震動，逃離北京的不下3萬家。清廷一方面宣布京城戒严，咸丰帝任命其皇叔惠亲王绵愉为奉命大将军，以科尔沁郡王僧格林沁为参赞大臣，总督四将军及察哈尔兵马，与胜保等人协力，倾全力以保北京；另一方面也作了必要時撤出北京的準備。由于北京全城戒严，人心惶惶之际，物价飞腾，米珠薪桂，一片混乱。

### 挫敗
因清軍扼守保定，北伐軍乃從深州趁虛而東，打算經滄州、靜海從東面取北京。10月29日，静海已经落入太平军手中，不久，独流（镇）、杨柳青皆克，天津城已经近望在即。见此，僧格林沁、胜保兩人分别率军由涿州和保定向东阻截太平军。太平军想在清军汇集前攻克天津，但遭到城内义勇与守军的顽强抵抗。他们扒开南运河堤岸，有效阻止了太平军的进攻。洪水泛濫之下，使北伐軍無法再前進。直到年底，北伐軍約4萬人都還停留在天津附近的靜海和獨流附近，從而給清政府得到調動軍隊時間。由於北京一帶清軍比北伐軍多出數倍，加上北伐軍以南方人為主，未習慣北方寒冬，令北伐軍處於劣勢。
1854年2月，北伐軍被迫南撤:43。當北伐軍在靜海受受困之時，林、李二人不断派人化装成难民、乞丐和艺人，乔装打扮出城，奔向天京求救，天京當局派曾立昌、許宗揚和陳仕保等率領7,500人，在1854年2月4日出兵前去救援北伐军。他们疾行而进，仅四天就经桐城到达舒城。北伐援軍在1854年三月渡過黃河，由于六安的“捻党”积极响应，援军很快拿下六安，连破正阳关、颍上，在3月初由亳州杀入河南，永城、夏邑等地被攻陷。渡河后的北伐援军滚雪球一般越滚越大，江苏、山东交界之地及鲁西南等地的零散捻军奋起响应，四处开花，沿途“捻子”纷纷加入太平军，声势浩大。四月間，北伐援軍到達山東臨清州，不知为何北伐援军没有继续前进，反而停下脚步把临清城团团围住，拼命攻打临清坚城。在阜城围城的胜保、提督桂明、弟桂龄及山东巡抚张亮基等迅速向临清方向集结。如此一来，清军不仅阻止了北伐援军的继续北上，又对攻打临清的太平军形成反包围。在数万太平军援军攻克临清城后，城内粮食早已被清朝地方官员下令烧毁，吃饭顿成问题。而且，援军大军入城后，锐气顿失，被清军四面围困，反而成为瓮中之鳖。因为新入伙的捻子、盐贩子、流民等人各自三心二意，不听调遣，纪律极差。曾立昌只好向南撤退，他和陳仕保先後戰死，許宗揚只身回到天京，被收入大牢。林鳳祥、李開芳的部隊在3月間退至阜城，吉文元在該地戰死，再南退至連鎮（今河北東光縣內），林鳳祥聞知援軍到達山東，派李開芳分兵迎接援軍。在李開芳會合援軍前，援軍已經潰散，李開芳只好固守山東高唐州。天京當局曾經命秦日綱率領第二支援軍北上，在安徽舒城為清軍擊敗，被逼折返。
清軍分別在連鎮和高唐州圍困北伐軍，兩地的北伐軍無法聯絡，堅守多月後，因糧盡而逐漸不支。1855年3月，清將僧格林沁率提督桂齡等攻下連鎮，林鳳祥受傷被俘，不久被押到北京處死。僧格林沁率兵到高唐州，李開芳知道林鳳祥已全軍覆沒，從高唐州突圍至馮官屯，又被清軍圍困，最終在5月31日被俘，之後很快就被處死。:43
咸豐四年至五年，連鎮附近戰役清代宮廷畫十幅，標註清軍主要將領有慶大人(宗室慶祺)、桂大人（提督桂明桂齡兄弟）、玉大人（玉明）、綿大人（綿洵）、董鎮臺（總兵董占元）、雙大人（雙成或雙禧）、瑞大人（瑞麟或瑞昌）、參贊大臣（僧格林沁）、經大人（經文岱）、拉貝勒（拉木棍布紮布）、希大人（西淩阿）、穆侯爺（一等果勇侯穆輅） 、珠大人（珠勒亨）、繃侍衛（繃闊）、巴營總（巴揚阿）、舒營總（舒保）、明大人（明慶）、伊大人（伊勒東阿）。畫中有林鳳翔等被抓跪地受審情景。

## 評議
中國近代史學者郭廷以在他的《近代中國史綱》中認為失敗的主因有二：其一為兵力不足、其二為南北語言隔閡，不似在兩湖之時，從者動以萬計。
另有觀點認為，太平天国僅以2萬餘人北伐，反映了當時主政的東王楊秀清的偏安心態。他曾在1852年說：「今日上策莫如捨粵不顧，直前衝擊，循江而略城堡，舍要害，專意金陵，而據為根本。然後遣將四出，分擾南北。即不成事，黃河以南，我可有也」。

## 影響
在李秀成自述中，此次孤軍北伐行動被認為是天朝覆滅的十大誤之二。原因即為兵力上明顯不足，無法達成目標。羅爾綱在《太平天国史》中考出大約只有九軍約兩萬兩千五百人。因此有人認為北伐是重大決策失誤，徒然斷送了太平軍大批精兵良將，又分薄了西征軍的實力，令西征波折重重，未能及早消滅新興的湘勇。但也有人認為太平天国的北伐虽然失败，但北伐軍深入清朝统治中心地区，打击了清政府的统治，牵制了清政府的注意力，为同时进行的西征和1856年的东征的胜利，创造了条件。